# Boarmia synchroma
Boarmia synchroma là một loài bướm đêm trong họ Geometridae.